# بدنه هواگرد

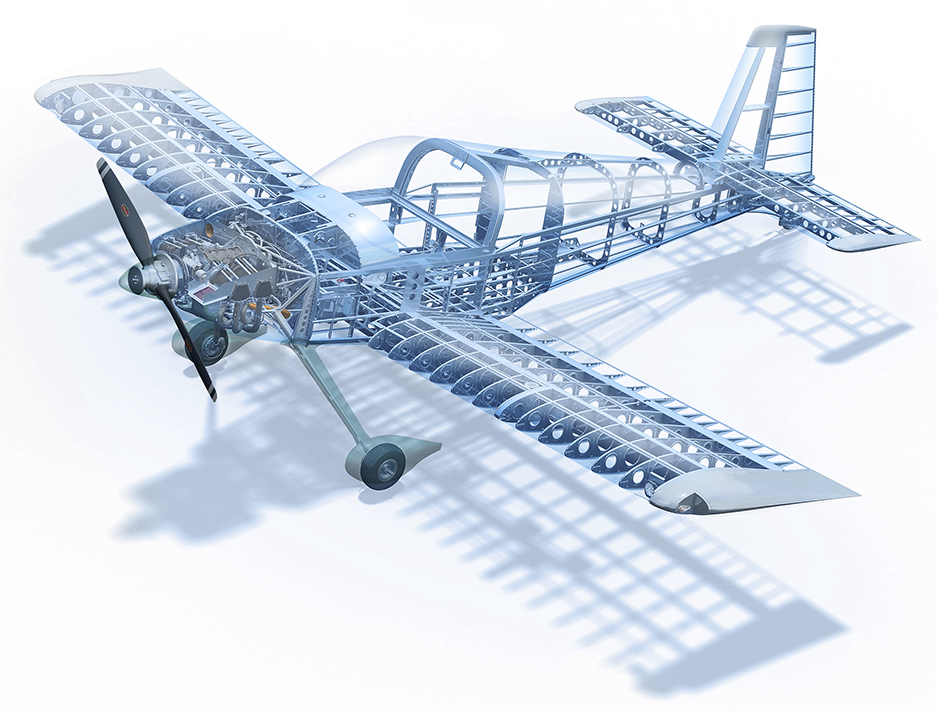
طرحی رایانه ای از بدنه یک هواپیمای بریدگی ونس آروی-۱۴

ساختار مکانیکی یک هواگرد به عنوان بدنه هواگرد(به انگلیسی: Airframe) شناخته می‌شود. این ساختار معمولاً شامل بدنه، ارابه فرود، دم و بال‌ها در نظر گرفته می‌شود و شامل سامانه پیش‌رانش نمی‌شود.
طراحی بدنه هواپیما رشته‌ای از مهندسی هوافضا است که آیرودینامیک، فناوری مواد و روش‌های ساخت را با تمرکز بر وزن، استحکام و کشش آیرودینامیکی و همچنین قابلیت اطمینان و هزینه ترکیب می‌کند.

## همچنین ببینید
- وتر (هوانوردی)
- پسارگیر هواپیما

## جهت مطالعه
- Michael Gubisch (9 July 2018). "Analysis: Are composite airframes feasible for narrowbodies?". Flightglobal.